# Międzybórz (Opoczno)
Międzybórz ist ein Dorf in Polen und gehört zu der Stadt- und Landgemeinde Opoczno im Powiat Opoczyński in der Woiwodschaft Łódź.

## Geografie
Międzybórz liegt am Ostufer des Flusses Drzewiczka. Das Dorf befindet sich 5 km nordöstlich von Opoczno.

## Geschichte
Die ersten schriftlichen Erwähnungen des Dorfes stammen aus dem 16. Jahrhundert.
Jan Łaski, von 1456 bis 1531 Großkanzler der Krone und Erzbischof von Gniezno, erinnert sich, dass Międzybórz ab 1510 zu der römisch-katholischen Pfarrei in Libiszów gehörte.
In den folgenden Jahrhunderten wechselte das Dorf mehrfach den Besitzer.
Von 1948 bis 1969 gehörte das Dorf zu Libiszów und von 1969 bis 1975 zu Bukowiec Opoczyński. Seit 1975 gehört Międzybórz zu der Gemeinde Opoczno.
Zwischen 1975 und 1998 gehörte das Dorf zur Woiwodschaft Piotrków.